# Jarjāfk
Jarjāfk (persiska: Jorjāfak, جرجافک, Jorjānak, Jarjānak) är en ort i Iran.   Den ligger i provinsen Kerman, i den centrala delen av landet, 700 km sydost om huvudstaden Teheran. Jarjāfk ligger 2 172 meter över havet och antalet invånare är 772.
Terrängen runt Jarjāfk är lite bergig.Runt Jarjāfk är det ganska glesbefolkat, med 22 invånare per kvadratkilometer. Jarjāfk är det största samhället i trakten. Trakten runt Jarjāfk är ofruktbar med lite eller ingen växtlighet.